# Grand Prix automobile de Pau 1949
Le Grand Prix de Pau 1949 (X Grand Prix Automobile de Pau) est un Grand Prix qui s'est tenu sur le Circuit urbain de Pau le 18 avril 1949.

## Classement de la course
| Pos. | no | Pilote                                 | Écurie                | Châssis           | Tours | Temps/Abandon                  | Grille |
| ---- | -- | -------------------------------------- | --------------------- | ----------------- | ----- | ------------------------------ | ------ |
| 1    | 4  | Juan Manuel Fangio                     | Squadra Argentina     | Maserati 4CLT/48  | 110   | 3 h 36 min 11 s 9 (86,52 km/h) | 1      |
| 2    | 12 | Emmanuel de Graffenried                | Enrico Platé          | Maserati 4CLT/48  | 110   | + 16 s 8                       |        |
| 3    | 6  | Benedicto Campos                       | Squadra Argentina     | Maserati 4CLT/48  | 109   | + 1 tour                       |        |
| 4    | 20 | Louis Chiron Guy Mairesse              | SFACS Écurie France   | Talbot-Lago T26C  | 108   | + 2 tours                      |        |
| 5    | 16 | Maurice Trintignant                    | Équipe Gordini        | Simca-Gordini T15 | 107   | + 3 tours                      |        |
| 6    | 28 | Yves Giraud-Cabantous Georges Grignard | Privé                 | Talbot-Lago T26C  | 91    | + 19 tours                     |        |
| Abd. | 24 | Louis Rosier Eugène Chaboud            | Privé                 | Talbot-Lago T26C  | 109   | Moteur                         |        |
| Abd. | 18 | Robert Manzon                          | Équipe Gordini        | Simca-Gordini T15 | 98    | Mécanique                      |        |
| Abd. | 14 | Nello Pagani                           | Scuderia Enrico Platé | Maserati 4CLT/48  | 46    | Démarreur                      |        |
| Abd. | 26 | Harry Schell                           | Écurie Bleue          | Talbot-Lago T26   | 23    | Moteur                         |        |
| Abd. | 30 | Pierre Levegh                          | Privé                 | Talbot-Lago T26C  |       | Surchauffe                     |        |
| Abd. | 22 | Guy Mairesse                           | SFACS Écurie France   | Talbot-Lago T26C  | 9     | Fuite d'huile                  |        |
| Abd. | 2  | Philippe Étancelin                     | Privé                 | Talbot-Lago T26C  | 8     | Suspension                     |        |
| Abd. | 8  | Eugène Chaboud                         | Scuderia Dimiex       | Maserati 4CL      | 4     | Moteur                         |        |

- Légende: Abd.=Abandon - Np.=Non partant.

## Pole position et record du tour
- Pole position :  Juan Manuel Fangio (Maserati) en 1 min 47 s 3.
- Meilleur tour en course :  Juan Manuel Fangio (Maserati) en 1 min 49 s 0 (91,17 km/h).